# Mariner (álbum)
Mariner es un álbum colaborativo entre la banda sueca Cult of Luna y la cantante estadounidense Julie Christmas, integrante de las bandas Made Out of Babies y Battle of Mice. Figura como el séptimo álbum de Cult of Luna y el primero de Christmas después de largo tiempo de haber lanzado su álbum debut The Bad Wife. Mariner fue lanzado el 8 de abril de 2016 a través del sello Indie Recordings. En contraste con la temática urbana e industrial de sus los álbumes anteriores Vertikal y Vertikal II de 2013, Mariner enfoca su concepto en el espacio exterior.

## Trasfondo, escritura y grabación
Tanto Julie Christmas como los integrantes de Cult of Luna tienen respeto mutuo por sus carreras, además de apreciar la música de la otra parte mucho antes de pensar en trabajar en Mariner. Aunque Christmas tuvo la iniciativa, ambas partes consideraron trabajar en serio después de que Cult of Luna fuera curadora del festival Beyond the Redshift in London en mayo de 2014. Cult of Luna buscó a Christmas para tocar en vivo su álbum en solitario The Bad Wife. La presentación no pudo llevarse a cabo pero ambas partes mantuvieron contacto después festival. El guitarrista Johannes Persson envió a Christmas un demo con el material que estaban trabajando al momento y pregunto si podría añadirle letras y voz. Impresionado con el resultado, Cult of Luna preguntó a Christmas si estaba interesada en hacer con ellos un álbum entero. Persson recordó lo que inicialmente le condujo hasta Christmas en primera instancia y comentó: "Simplemente amo la forma de cantar de Julie. Puede ir fácilmente de melodías dulces hasta gritos verdaderamente salvajes. Su rango vocal es increíble."
Mariner fue escrito y grabado sobre la marcha alrededor de un año. Cult of Luna trabajó en la parte instrumental en un estudio cerca de su ciudad natal, Umeå, y enviaron de forma digital los demos con los temas. Julie Christmas, por su parte, trabajó con el productor Andrew Schneider en su propio estudio en Coney Island, Nueva York, donde escribió las letras, grabó las voces y envió las pistas de regreso a Cult of Luna en Sweden. Después de decir a Christmas cuál sería la temática y dirección de la música, Cult of Luna concedió total libertad y control a Christmas para escribir y desempeñar su labor como mejor le pareciera. Christmas dijo que la experiencia al trabajar con Cult of Luna fue "excelente y elaborada": "Es grandioso trabajar con estos chicos, ya que tienen sentido del humor, además de ser demasiado talentosos son personas normales, personas normales intentando hacer algo en lo que creen." Desde que comenzaron a crear el álbum y durante las largas sesiones mientras compartían las pistas, Christmas no conoció en persona a ninguno de los integrantes de Cult of Luna hasta septiembre de 2015 cuando Mariner ya estaba casi completado y la banda realizó una pequeña gira por los Estados Unidos.
Reconociendo que la temática de sus trabajos previos abarcaba tanto lo rural (con Somewhere Along the Highway) como una historia ficticia a cerca del diario de paciente con una enfermedad mental (con Eternal Kingdom) hasta lo urbano e industrial (con Vertikal), Cult of Luna realizó un esfuerzo consciente para enfocar su atención en tema sobre exploración espacial.
Persson describe el concepto de Mariner como "un viaje hacia lo desconocido. Ese viaje llega a su fin con el tema "Cygnus," el cual estuvo fuertemente inspirado en la secuencia de la puerta estelar de la película de Stanley Kubrick 2001: Odisea en el espacio. Persson detalló la temática y la historia detrás de los últimos momentos del álbum comentando: "Lo que intentábamos colocar en esos últimos minutos fue el sonido de nosotros penetrando los límites exteriores del espacio. [...] Así es como imaginamos que sería cruzar los límites finales del universo. Continuar hasta la oscuridad y desaparecer."

## Promoción
Coincidiendo con el anuncio oficial del álbum, Cult of Luna comenzó a promocionar Mariner en febrero de 2016 con una transmisión vía streaming del tema de apertura "A Greater Call". En marzo de 2016, Cult of Luna lanzó "The Wreck of S.S. Needle" vía streaming. En junio de 2016, la banda lanzó el vídeo musical del tema "Chevron", dirigido por el cineasta Javier Longobardo, quien fue requerido para "crear un viaje a través de mundos desconocidos con un impulso continuo."

## Lista de canciones
| N.º | Título                     | Duración |  |
| 1.  | «A Greater Call»           | 8:19     |  |
| 2.  | «Chevron»                  | 8:53     |  |
| 3.  | «The Wreck of S.S. Needle» | 9:33     |  |
| 4.  | «Approaching Transition»   | 12:59    |  |
| 5.  | «Cygnus»                   | 14:50    |  |

### Bonus de la edición en vinilo
| N.º | Título                | Duración |  |
| 6.  | «Beyond the Redshift» | 11:43    |  |

## Crédtos
Integrantes
- Julie Christmas – voz
- Thomas Hedlund – batería
- Andreas Johansson – bajo
- Kristian Karlsson – teclado
- Fredrik Kihlberg – guitarra, voz
- Magnus Líndberg – percusión
- Johannes Persson – guitarra, voz

Producción
- Magnus Líndberg – grabación de bajo y batería en Tonteknik Recording, mezclas y masterización en Redmount Studios
- Kristian Karlsson – grabaciones adicionales en Studio Hufvudstaden
- Andrew Schneider – grabación e ingeniería de sonido para la voz de Julie Christmas en Translator Audio y Loho Studios

Arte
- Erik Olofsson – diseño

## Posiciones
| Lista (2016)                        | Posición |
| ----------------------------------- | -------- |
| Bélgica (Ultratop flamenca)         | 193      |
| Finlandia (Suomen Virallinen Lista) | 29       |
| Suecia (Sverigetopplistan)          | 28       |
| Suiza (Schweizer Hitparade)         | 76       |